# Neopitthea
Neopitthea là một chi bướm đêm thuộc họ Geometridae.